# Henrik Weel
Henrik Arne Weel (født 9. februar 1954) er en dansk skuespiller. Han er søn af skuespilleren Jørgen Weel og Grethe Weel. Hans farmor var den folkekære skuespillerinde, Liva Weel.
Henrik Weels karriere startede med en semiprofessionel uddannelse som sanger ved Københavns Drengekor på Sankt Annæ Gymnasium. Herfra gik vejen videre til Odense, hvor han blev uddannet i skuespilsfaget ved ved Odense Teaters skuespillerskole, hvorfra han dimitterede 1979.
Henrik Weel har været tilknyttet flere danske teatre og her fået væsentlige roller i deres produktioner.
- Stor ståhej for ingenting (Benedict), Det Danske Teater, 1996
- Det velsignede barn (Hans og Malte), Husets Teater, 1997
- Den adelsgale borger (Dorante), 1998
- Komedie i mørket (Goringe), Privat Teatret, 1999
- Schumanns Nat (Schumann), Odense Teater, 2002
- Maskarade (Jeronimus), Holbergspillene – Aalborg, 2003
- Oliver Twist (Fargin), Odense Teater, 2003
- Klokkeren fra Notre Dame (Frollo), Folketeatret/Det Danske Teater, 2004
- Et juleeventyr (Marley), Folketeatret 2005 og 2006
- Ronja Røverdatter (Mattis), Folketeateret, 2006
- The Producers (Max Bialystck), Det Ny Teater, 2006
- Beauty and the Beast (Monsieur d'Arque), Det Ny Teater 2007
- Jul i Piletræerne (Hr. Grævling), Aalborg Teater 2011
- A.R . Guerney : Kærestebreve (Andy ) 2018 Aalborg Teater
- Det fortrolige Rum, Svalegangen 2022 film indslag med faderen (manus:Kristian Halken/ instr.: Ina Rosenbaum)

## Filmografi
Blandt Henrik Weels film kan nævnes:
- Rejseholdet, produceret af DR (1983) (En dansk kriminalserie, instrueret af Bent Christensen. Serien var i 6 afsnit kørte i 1983 på DR1)
- Hallo det er jul (Træskomager Lars Jensen), 1995 (DRs julekalenderserie for børn}
- Bryggeren (politikeren Carl Ploug i afsnit nr: 3, 4 og 5), produceret af DR (1996-1997)
- TAXA (plejeren i afsnit nr: 40), produceret af DR (1997-1999)
- Rejseholdet (politikeren i afsnit nr: 29), produceret af DR (2000-2003)
- AFR (medvirkende), film af Morten Hartz Kaplers, 2007
- Klovn (tv-serie) (far til student) del 31, 2006